# Gerechtsgebouw (Ieper)

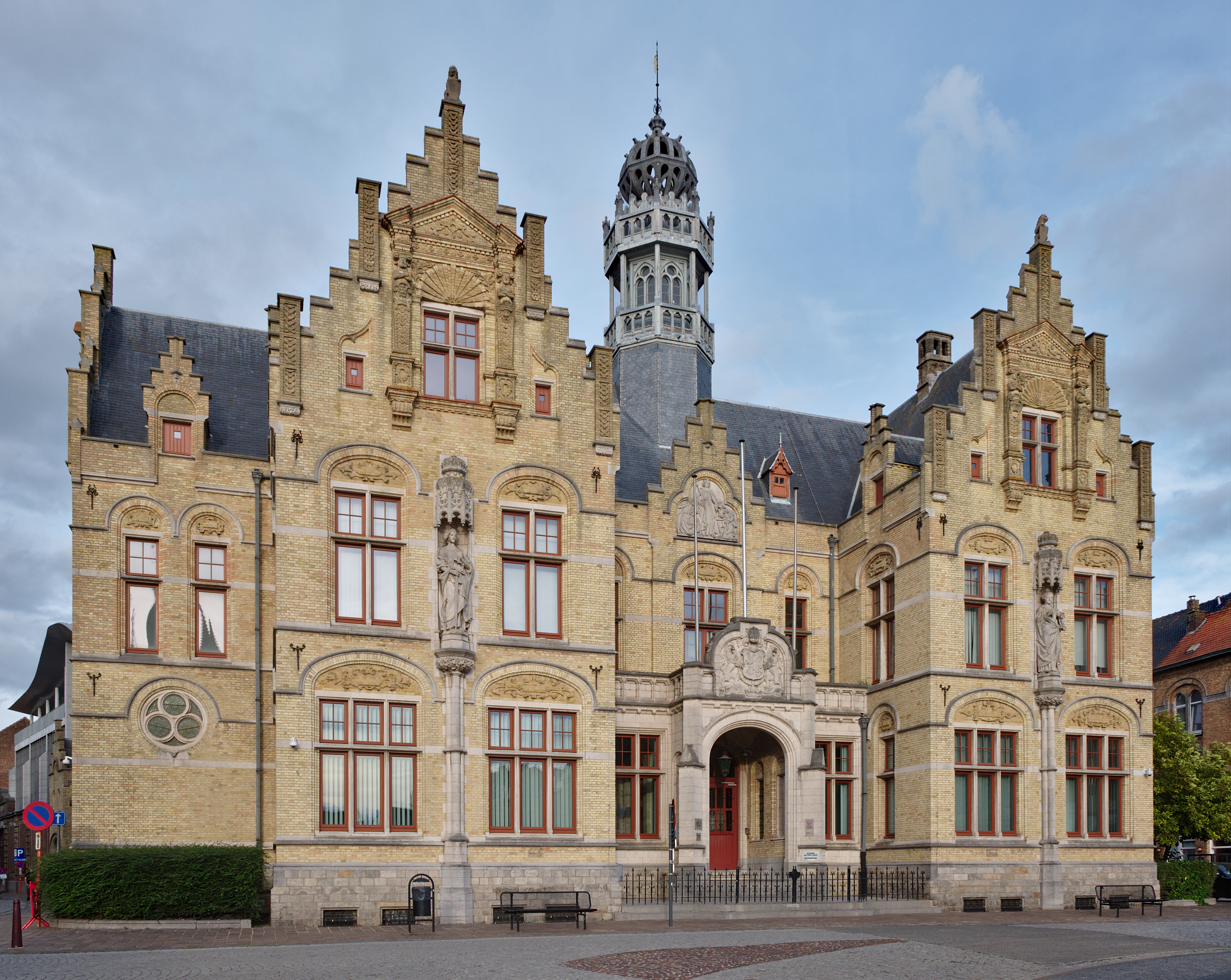
Het gerechtsgebouw van Ieper (2018)

Het gerechtsgebouw van Ieper is een gebouw in de Belgische stad Ieper. Het huisvest de politierechtbank West-Vlaanderen afdeling Ieper, de rechtbank van eerste aanleg West-Vlaanderen afdeling Ieper, de arbeidsrechtbank Gent afdeling Ieper en de ondernemingsrechtbank Gent afdeling Ieper. Het gebouw is gelegen aan de Grote Markt.

## Geschiedenis
De rechtbank van eerste aanleg in Ieper was van 1841 tot de Eerste Wereldoorlog in het voormalig Bisschoppelijk Paleis ter hoogte van het huidige Koningin Astridpark in de Janseniusstraat gevestigd. Na de Eerste Wereldoorlog werd een specifiek gerechtsgebouw opgericht op de plaats van het vooroorlogse Onze-Lieve-Vrouwgasthuis aan de oostelijke zijde van de Grote Markt. Het eclectische gerechtsgebouw werd geïnspireerd op de gotiek en lokale renaissancestijl, gebouwd naar een ontwerp van Jules Coomans uit 1924 en voltooid rond 1929.